# Ligue européenne féminine de volley-ball 2009
Navigation
2010
La 1re Ligue européenne féminine de volley-ball  a lieu du 22 mai au 12 juillet 2009. La phase finale s'est déroulée les 11 et 12 juillet 2009 à Kayseri en Turquie.

## Équipes participantes
- Bulgarie
- Espagne
- France
- Grèce
- Roumanie
- Grande-Bretagne
- Serbie
- Turquie

## Tour préliminaire

### Composition des groupes
| Poule A                       | Poule B                                 |
| ----------------------------- | --------------------------------------- |
| Bulgarie Espagne Grèce Serbie | France Roumanie Grande-Bretagne Turquie |

### Poule A
| No | Équipe   | Points | Matches | Matches | Matches | Sets | Sets   | Sets  | Points | Points | Points |
| No | Équipe   | Points | joués   | gagnés  | perdus  | pour | contre | Ratio | pour   | contre | Ratio  |
| -- | -------- | ------ | ------- | ------- | ------- | ---- | ------ | ----- | ------ | ------ | ------ |
| 1  | Serbie   | 22     | 12      | 10      | 2       | 33   | 11     | 3.000 | 1030   | 874    | 1.178  |
| 2  | Bulgarie | 19     | 12      | 7       | 5       | 27   | 23     | 1.174 | 1110   | 1005   | 1.104  |
| 3  | Espagne  | 18     | 12      | 6       | 6       | 23   | 21     | 1.095 | 970    | 963    | 1.007  |
| 4  | Grèce    | 13     | 12      | 1       | 11      | 7    | 35     | 0.200 | 755    | 1023   | 0.738  |

### Poule B
| No | Équipe      | Points | Matches | Matches | Matches | Sets | Sets   | Sets  | Points | Points | Points |
| No | Équipe      | Points | joués   | gagnés  | perdus  | pour | contre | Ratio | pour   | contre | Ratio  |
| -- | ----------- | ------ | ------- | ------- | ------- | ---- | ------ | ----- | ------ | ------ | ------ |
| 1  | Turquie     | 22     | 12      | 10      | 2       | 32   | 11     | 2.909 | 1028   | 867    | 1.186  |
| 2  | France      | 19     | 12      | 7       | 5       | 25   | 18     | 1.389 | 972    | 884    | 1.100  |
| 3  | Roumanie    | 19     | 12      | 7       | 5       | 25   | 20     | 1.250 | 972    | 960    | 1.012  |
| 4  | Royaume-Uni | 12     | 12      | 0       | 12      | 3    | 36     | 0.083 | 703    | 964    | 0.729  |

## Phase finale

### Tableau
|  | Demi-finales      | Demi-finales      |                        |   | Finale            | Finale            |
|  | Demi-finales      | Demi-finales      |                        |   | Finale            | Finale            |
|  |                   |                   |                        |   |                   |                   |
|  | 11-07-09, Kayseri | 11-07-09, Kayseri |                        |   | 12-07-09, Kayseri | 12-07-09, Kayseri |
|  | 11-07-09, Kayseri | 11-07-09, Kayseri |                        |   | 12-07-09, Kayseri | 12-07-09, Kayseri |
|  | Serbie            | 3                 |                        |   | 12-07-09, Kayseri | 12-07-09, Kayseri |
|  | Serbie            | 3                 |                        |   | 12-07-09, Kayseri | 12-07-09, Kayseri |
|  | France            | 2                 |                        |   | 12-07-09, Kayseri | 12-07-09, Kayseri |
|  | France            | 2                 | Serbie                 | 3 |                   |                   |
|  | 11-07-09, Kayseri |                   | Serbie                 | 3 |                   |                   |
|  |                   | Turquie           | 2                      |   |                   |                   |
|  | Turquie           | Turquie           | 2                      | 3 |                   |                   |
|  | Turquie           |                   |                        | 3 |                   |                   |
|  | Bulgarie          | 1                 |                        |   |                   |                   |
|  | Bulgarie          | 1                 | Match pour la 3e place |   |                   |                   |
|  |                   |                   |                        |   |                   |                   |
|  | 12-07-09, Kayseri |                   |                        |   |                   |                   |
|  |                   |                   |                        |   |                   |                   |
|  | France            | 0                 |                        |   |                   |                   |
|  | France            | 0                 |                        |   |                   |                   |
|  | Bulgarie          | 3                 |                        |   |                   |                   |
|  | Bulgarie          | 3                 |                        |   |                   |                   |

## Classement final
| Place              | Équipe          |
| ------------------ | --------------- |
| Médaille d'or      | Serbie          |
| Médaille d'argent  | Turquie         |
| Médaille de bronze | Bulgarie        |
| 4                  | France          |
| 5                  | Roumanie        |
| 6                  | Espagne         |
| 7                  | Grèce           |
| 8                  | Grande-Bretagne |

## Distinctions individuelles
- MVP : Neslihan Darnel
- Meilleure marqueuse : Neslihan Darnel
- Meilleure attaquante : Aleksandra Petrović
- Meilleure serveuse : Myriam Kloster
- Meilleure contreuse : Nađa Ninković
- Meilleure libero : Mariya Filipova
- Meilleure passeuse : Pelin Çelik